# Deitania
La Deitania era, según algunos autores, una región situada al sureste de la península ibérica. Ésta se extendería, según Juan Cabré, por la zona Murcia, Albacete, Alicante y Valencia, sobre todo en las cuencas de los ríos Segura y Vinalopó. En ésta habrían vivido el pueblo íbero de los Deitanos, en torno al siglo V a. C.
Se trata de una región cuya existencia se pone en duda por algunos historiadores. El motivo es que, de toda la literatura antigua, únicamente da testimonio el historiador romano Plinio el Viejo en su Historia Natural (III,19)ː

Primi in ora Bastuli…oppida orae proxima Vrci adscriptunque Baeticae Baria, regio Bastitania, mox Deitania, dein Contestania, Carthago Nova colonia (...) reliquia in ora flumen Tader ...
Plinio el Viejo, Historia Natural III, 19

La mayoría de los autores españoles se han inclinado por un error de transmisión de la obra de Plinio, si bien autores como J. Vallejo o Juan Cabré afirman que habría existido esta región, aparte de la Bastetania y la Condestania. Estas posiciones a favor de la realidad de la Deitania sostienen además que la mención en la Geografía de Estrabón (III, 4,12) a los Dittanos, que de manera unánime se ha transcrito a Edetanos, habría pasado a la obra de Plinio como Deitanos.
Según la edición de 1964 de la Enciclopedia Universal Ilustrada Europeo Americana, se libraron allí los combates de la última campaña de Cneo Cornelio Escipión Calvo, quien sucumbiría en Cabezo de la Jara u Hoguera de Escipión, como afirman cuenta Silio Itálico en su Punicorum bellorum, lib. XIII, vv. 679-692, entre otros autores. Sus ciudades principales serían, Begastri (cerca de Cehegín), Eliócroca (Lorca), Serta (Castillo de Selda), Asso (Cuevas de Los Negros), Argos (quizá Calasparra), Carca (Caravaca), Segisa (Cieza), Fusita (Fotullqa, caserío en la jurisdicción de Moratalla), Litaburum o Litabrum (Liétor), Sáltiga (Chinchilla) y Pucialia (Pozorrubio). [cita requerida]
Quizá también haya que añadir Caudete (si el topónimo proviene de la antigua Caput Deitanorum, que significa "cabeza de los deitanos" por ser la población deitana situada a más altura), al sureste de la provincia de Albacete. Se supone que también existió en la Deitania una ciudad epónima llamada Deita o Deitana urbs, que dio su nombre a la región y es acaso la moderna Totana: esta etimología es sólida filológicamente. Posteriormente, con la modificación que del territorio hizo el emperador romano Caracalla, pasó probablemente la capital a Lorca (Eliocra) y, a principios del siglo V.º, adquirió preponderancia Begastri con la instauración de la sede episcopal. [cita requerida]